# 下越病院
下越病院（かえつびょういん）は、新潟県新潟市秋葉区にある医療機関。社会医療法人新潟勤労者医療協会が運営する総合病院である。

## 概要
救急告示病院。災害拠点病院に指定されている。公益財団法人日本医療機能評価機構認定病院。NPO法人卒後臨床研修評価機構認定証発行病院。全日本民主医療機関連合会（民医連）に加盟している。

## 沿革

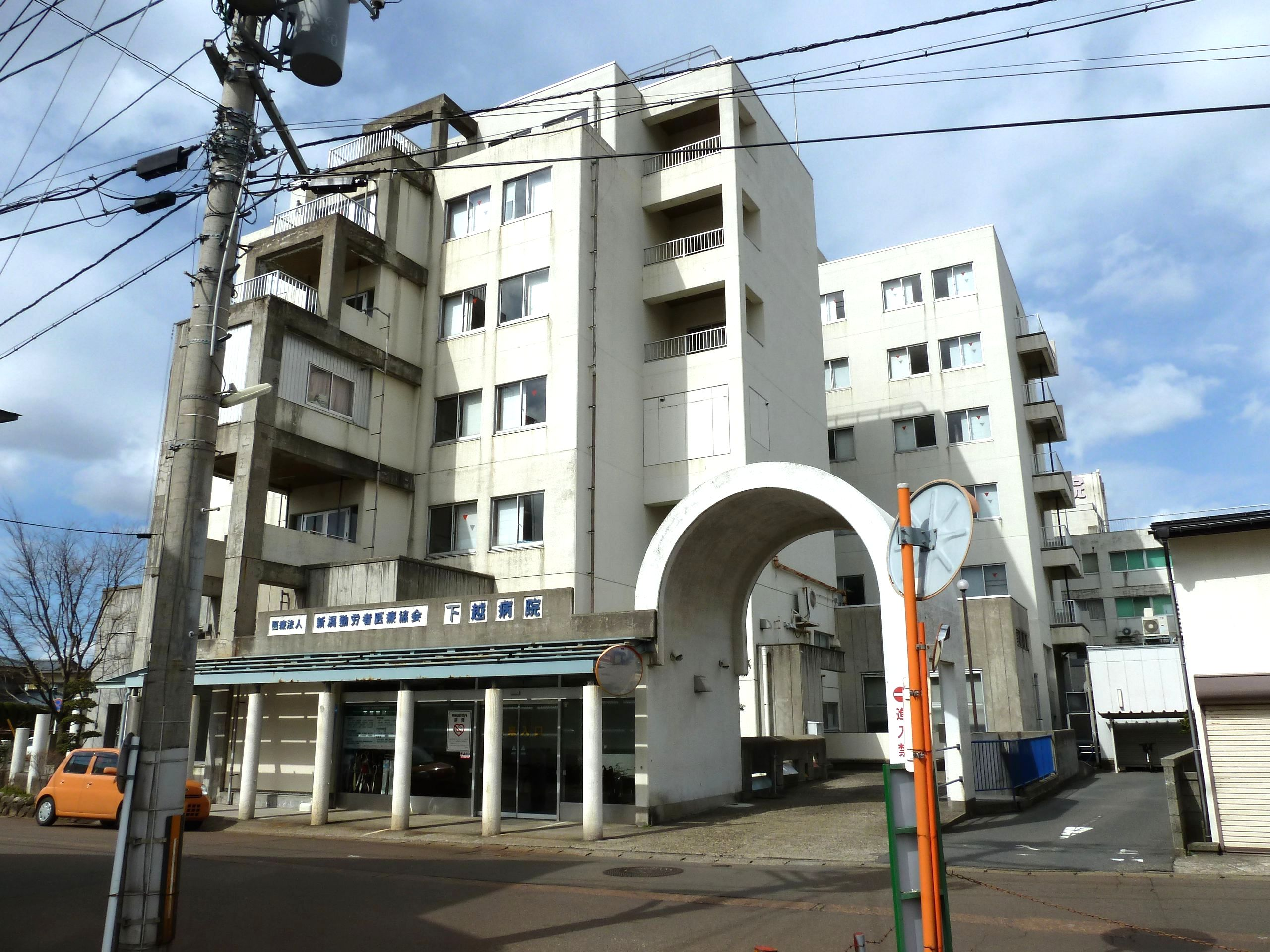
旧下越病院（2011年）

- 1953年 - 新津市中沢町に新津診療所開設。
- 1976年 - 下越病院開院。
- 1996年 - 災害拠点病院指定。
- 2002年 - 臨床研修指定病院に指定。
- 2005年 - DMAT(災害派遣医療チーム)指定。
- 2012年5月7日 - 東金沢の現在地に移転。

## 診療科
- 内科
- 循環器科
- 消化器科
- 呼吸器科
- 神経内科
- 外科
- 整形外科
- 小児科
- 婦人科
- 泌尿器科
- 皮膚科
- リハビリテーション科
- リウマチ科
- 心療科
- 麻酔科
- 放射線科
- 血管外科

## 医療機関指定
- DMAT[5]
- 保険医療機関[6]
- 災害拠点病院[6]
- 労災保険指定医療機関[6]
- 臨床研修病院[6]
- 指定自立支援医療機関（更生医療）[6]
- 臨床修練病院等[6]
- 身体障害者福祉法指定医の配置されている医療機関[6]
- 肝疾患診療連携拠点病院[6]
- 生活保護法指定医療機関[6]
- DPC対象病院[6]
- 原子爆弾被害者一般疾病医療取扱医療機関[6]
- 無料低額診療事業実施医療機関[6]

## 併設施設
- 病児保育室「きしゃぽっぽ」　病気や病気回復期などにある子どもを、保護者の就労または疾病、事故、冠婚葬祭などの理由によって家庭で保育できない時に、保育士と看護師が医師と連携をはかりながら、一時的に預かる病児保育施設。
対象となる子ども：①新潟市内に居住する生後6カ月から小学校6年生までの子ども、②病気や病気回復期にあり、集団保育などが困難な子ども③保護者が勤務等の都合により、家庭での保育が困難な子ども④かかりつけの医療機関の医師が利用について差し支えないとする子ども①～④すべての条件を満たす子ども

## アクセス
- JR信越本線・磐越西線・羽越本線 新津駅より新潟交通観光バスS94・SK1系統で約10分。
- 磐越自動車道 新津ICより車で1分。

このほか、阿賀町が運行する高速バス「阿賀町バス」が当院に停留所を設けている。

## 周辺
- 磐越自動車道 新津IC
- 新潟市新津地区公民館
- 新津鉄道資料館
- 新潟県立新津工業高等学校
- 新潟市立阿賀小学校
- 新潟市立新津第五中学校